# Grinders

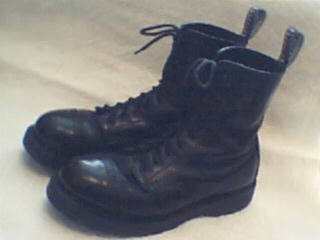
Grinders

Grinders — английская фирма по производству обуви уличной моды. Владелец бренда английская компания Grandstand footwear LTD.

## История
Фирма Grinders была основана в 1965 году. Делая упор на неформальную молодежь, продукция Grinders быстро завоевала рынок не только Великобритании, но и всего мира.
Как и Dr. Martens, Grinders сейчас делаются в Китае. Однако Grinders продолжают делать ботинки на фабрике NPS factory (Solovair) для магазинов British Boot Co и Urbanator. Это значит, что ботинки гриндерс могут быть и британского производства.
В России мода на Гриндерсы существовала с первой половины 90-х по начало 2000-х гг.  Тяжелая обувь с высоким голенищем и металлическим носком пользовалась огромной популярностью у молодежи тех лет. Не случайно в телесериале тех лет «Простые истины»  один из главных персонажей Максим Егоров имел прозвище "Гриндерс".

## Субкультуры
Отличительной чертой «тяжелой» линии гриндерсов является металлическая вставка в носке ботинка (на молодёжном жаргоне она именуется «стакан»), на манер спецодежды в машинопроизводстве, на стройке и литейном производстве. Они популярны в нескольких субкультурах: скинхеды, панки, готы и металлисты, в одежде которых тоже преобладает тяжелая обувь.
Сильное влияние на популярность гриндерсов оказало то, что обувь этой марки носили такие известные группы, как «Guns N' Roses», «Prodigy», «E17», Александр Новоселов, панк-группа «Кексоиды», рэп-исполнитель «PolyMerchick» и многие другие.

## Модели
- Western — «ковбойские» сапоги с высоким голенищем, острым носком;
- Biker — обувь для байкеров (голенище выше щиколотки, носок острый или закругленный);
- Classic — классические гриндерсы от 8 (Baron) до 20 (King) отверстий в шнуровке;
- Street — модели Hustler, Chopper и Grindstone;
- Work — стальной носок и часть подошвы;
- Boxer — трехдырочные ботинки;
- Ripper — кроссовки.